# Radeon RX 600
Radeon RX 600 — серия видеокарт, производимых компанией AMD.Которые используют техпроцесс 14 и 28 нм, используются в ноутбуках. Видеокарты этой серии основаны на четвёртом поколении архитектуры Graphics Core Next. Имеют поддержку DirectX 12 и Vulkan.

## Модельный ряд
В видеокартах серии RX 600 реализована поддержка технологии FreeSync.
Кроме того, в видеокартах серии RX 600 реализована поддержка Radeon Chill.

### Настольные
| Модель (кодовое имя)       | Дата выхода Цена      | Архитектура (Техпроцесс)  | Транзисторов Площадь ядра | Ядро                           | Ядро          | Скорость заполнения | Скорость заполнения | Производительность (GFLOPS) | Производительность (GFLOPS) | Память                | Память     | Память        | Память                               | Энергопотребление (Вт) |
| Модель (кодовое имя)       | Дата выхода Цена      | Архитектура (Техпроцесс)  | Транзисторов Площадь ядра | Конфигурация                   | Частота (МГц) | Текстур (ГТ/с)      | Пикселей (ГП/с)     | Single                      | Double                      | Тип шины Ширина (бит) | Объём (ГБ) | Частота (МГц) | Пропускная способность памяти (ГБ/с) | Энергопотребление (Вт) |
| -------------------------- | --------------------- | ------------------------- | ------------------------- | ------------------------------ | ------------- | ------------------- | ------------------- | --------------------------- | --------------------------- | --------------------- | ---------- | ------------- | ------------------------------------ | ---------------------- |
| Radeon RX 640 (Polaris 23) | 13 августа 2019г. OEM | GCN 4-го поколения (14нм) | 2.2×109 101 mm2           | 640:40:16 10 CU 512:32:16 8 CU | 1082 1287     | 43.28 51.48         | 17.31 20.59         | 1,385 1,647                 | 86.56 102.9                 | GDDR5 64-bit          | 24         | 7000          | 56                                   | 50                     |
| Radeon 630 (Polaris 23)    | 13 августа 2019г. OEM | GCN 4-го поколения (14нм) | 2.2×109 101 mm2           | 512:32:8 8 CU                  | 1082 1219     | 34.62 38.98         | 8.65 9.75           | 1,108 1,248                 | 69.24 78.01                 | GDDR5 64-bit          | 24         | 6000          | 48                                   | 50                     |

1. ↑  Количество унифицированных шейдеров : Количество текстурных блоков (TMU) : Количество блоков растеризации (ROP)	и Compute Units (CU)

### Мобильные
| Модель (кодовое имя)       | Дата выхода Цена      | Архитектура (Техпроцесс)  | Транзисторов Площадь ядра | Ядро                           | Ядро          | Скорость заполнения | Скорость заполнения | Производительность (GFLOPS) | Производительность (GFLOPS) | Память                   | Память     | Память        | Память                               | Энергопотребление (Вт) |
| Модель (кодовое имя)       | Дата выхода Цена      | Архитектура (Техпроцесс)  | Транзисторов Площадь ядра | Конфигурация                   | Частота (МГц) | Текстур (ГТ/с)      | Пикселей (ГП/с)     | Single                      | Double                      | Тип шины Ширина (бит)    | Объём (ГБ) | Частота (МГц) | Пропускная способность памяти (ГБ/с) | Энергопотребление (Вт) |
| -------------------------- | --------------------- | ------------------------- | ------------------------- | ------------------------------ | ------------- | ------------------- | ------------------- | --------------------------- | --------------------------- | ------------------------ | ---------- | ------------- | ------------------------------------ | ---------------------- |
| Radeon RX 640 (Polaris 23) | 13 августа 2019г. OEM | GCN 4-го поколения (14нм) | 2.2×109 101 mm2           | 640:40:16 10 CU 512:32:16 8 CU | 1082 1287     | 43.28 51.48         | 17.31 20.59         | 1,385 1,647                 | 86.56 102.9                 | GDDR5 64-bit             | 24         | 7000          | 56                                   | 50                     |
| Radeon 630 (Polaris 23)    | 13 августа 2019г. OEM | GCN 4-го поколения (14нм) | 2.2×109 101 mm2           | 512:32:8 8 CU                  | 1082 1219     | 34.62 38.98         | 8.65 9.75           | 1,108 1,248                 | 69.24 78.01                 | GDDR5 64-bit             | 24         | 6000          | 48                                   | 50                     |
| Radeon 625 (Polaris 24)    | 13 августа 2019г. OEM | GCN 4-го поколения (14нм) | 3.3×109 125 mm2           | 384:24:8 6 CU                  | 730 1024      | 17.52 24.58         | 5.84 8.19           | 560.6 786.4                 | 35.04 49.15                 | GDDR5 64-bit             | 24         | 4500          | 48                                   | 50                     |
| Radeon 620 (Polaris 24)    | 13 августа 2019г. OEM | GCN 4-го поколения (14нм) | 3.3×109 125 mm2           | 384:24:8 6 CU 320:20:8 6 CU    | 730 1024      | 17.52 24.58         | 5.84 8.19           | 560.6 786.4                 | 35.04 49.15                 | GDDR5 64-bit DDR3 64-bit | 24         | 4500          | 48                                   | 50                     |
| Radeon 610 (Banks)         | 13 августа 2019г. OEM | GCN 1-го поколения (28нм) | 1.0×109 77 mm2            | 320:20:4 5 CU                  | 1030          | 20.60               | 8.24                | 659.2                       | 41.20                       | GDDR5 64-bit             | 24         | 4500          | 48                                   | 50                     |

1. ↑  Количество унифицированных шейдеров : Количество текстурных блоков (TMU) : Количество блоков растеризации (ROP)	и Compute Units (CU)

1. Значения Boost (если имеется) указаны ниже базового значения курсивом.
2. Скорость заполнения текстур рассчитывается умножением количества текстурных блоков (англ. Texture Mapping Unit, TMU) на базовую (или Boost) тактовую частоту ядра.
3. Скорость заполнения пикселей рассчитывается умножением количества блоков растеризации (англ. Raster Operations Pipeline, ROP) на базовую (или Boost) тактовую частоту ядра.
4. Производительность в FLOPS одинарной точности (32 бита) равна произведению количества шейдерных процессоров и двух, умноженному на базовую (или Boost) частоту ядра (FP32 ≈ USPs × 2 × GPU Clock speed).